# Siniša Malešević
Siniša Malešević, född 5 april 1969 i Banja Luka, är en irländsk forskare som är professor i sociologi vid University College Dublin, Irland. Han är också Senior Fellow och Associate Researcher vid Conservatoire national des arts et métiers (CNAM), Paris. 

## Forkning
Malesevics forskningsintressen inkluderar jämförande historisk och teoretisk studie av etnicitet, nationalstater, nationalism, imperier, ideologi, krig, våld och sociologisk teori. Han är författare till nio och redaktör för åtta böcker och volymer inklusive inflytelserika monografier Ideologi, Legitimitet och den nya staten (2002), Sociologin om etnicitet (2004), Identitet som ideologi (2006) Sociologin om krig och våld (2010), Nation-States and Nationalisms (2013), The Rise of Organised Brutality (2017) och Grounded Nationalisms (2019). The Rise of Organised Brutality är en mottagare av 2018-års bokpris från American Sociological Association's Peace, War and Social Conflict Section  och 'Grounded Nationalisms' erhöll en andra plats 2020-års Stein Rokkanpriset för jämförande socialt Vetenskaplig forskning . Malesevic har också skrivit över 100 peer-reviewed journalartiklar och bokkapitel och har hållit mer än 130 föredrag över hela världen. Hans verk har översatts till många språk, inklusive albanska, arabiska, kinesiska, kroatiska, franska, indonesiska, japanska, persiska, portugisiska, serbiska, spanska, turkiska och ryska. Tidigare hade han forsknings- och undervisningsutnämningar vid Institute for International Relations (Zagreb), Center for the Study of Nationalism, CEU (Prague) - där han arbetade med Ernest Gellner - och vid National University of Ireland, Galway. Han var också gästprofessor och stipendiat vid Université Libre de Bruxelles, Institute for Human Sciences, Wien, London School of Economics, Uppsala University och Nederländska institutet för avancerad humaniora studier och samhällsvetenskap, Amsterdam. I mars 2010 valdes han till medlem av Royal Irish Academy  , i december 2012 valdes han till associerad medlem av Academy of Sciences and Arts i Bosnien och Hercegovina och i augusti 2014 valdes han till medlem i Academia Europaea . 